# Marcgraviaceae
Marcgraviaceae este o familie de plante cu flori din ordinul Ericales ce conține specii de arbuști și liane. 

## Genuri
Cuprinde următoarele genuri:
- Marcgravia
- Marcgraviastrum
- Norantea
- Pseudosarcopera
- Ruyschia
- Sarcopera
- Schwartzia
- Souroubea